# Ingeborg Rinke
Ingeborg „Inge“ Rinke (* 4. März 1952 in Villach als Ingeborg Wallnberger) ist eine ehemalige österreichische Politikerin (ÖVP) und war von 2007 bis 2012 Bürgermeisterin der Stadt Krems an der Donau. Zudem war sie von 2003 bis 2013 Abgeordnete zum Landtag von Niederösterreich.

## Leben
Rinke besuchte nach der Volksschule die AHS-Unterstufe und verließ im Alter von 18 Jahren ihre Heimatstadt Villach. Sie war beruflich als Fotografin und Bürokauffrau tätig. Sie wurde 1992 in den Gemeinderat von Krems an der Donau gewählt und hatte zwischen 1997 und 2003 das Amt der Ersten Vizebürgermeisterin inne. Vom 5. November 2007 bis 7. Oktober 2012 war sie Bürgermeisterin von Krems. Rinke hatte zudem die Funktion der Bezirksleiterin der ÖVP Frauen inne und vertrat die ÖVP seit dem 24. April 2003 im Niederösterreichischen Landtag. Sie schied per 24. April 2013 aus dem Landtag aus.

## Auszeichnungen
- 2014: Großes Silbernes Ehrenzeichen für Verdienste um die Republik Österreich[2]